# Lycianthes hypoleuca
Lycianthes hypoleuca là loài thực vật có hoa trong họ Cà. Loài này được Standl. mô tả khoa học đầu tiên năm 1927.